# Fier-Shegan
Fier-Shegan è una frazione del comune di Lushnjë in Albania (prefettura di Fier).
Fino alla riforma amministrativa del 2015 era comune autonomo, dopo la riforma è stato accorpato, insieme agli ex-comuni di Allkaj, Ballagat, Bubullimë, Dushk, Golem, Hysgjokaj, Karbunarë, Kolonjë e Krutje a costituire la municipalità di Lushnjë.

## Località
Il comune è formato dall'insieme delle seguenti località:
- Jeta e Re
- Kosove e Vogel
- Fier Shegan
- Kocaj
- Barbullinje
- Cinar
- Sejmenas
- Thane
- Cukas i vjeter
- Murriz Kozare
- Qerret i Vjeter
- Qerret i Ri
- Bicakaj i r